# 2070
L'any 2070 (MMLXX) serà un any comú que començarà en dimecres segons el calendari gregorià, l'any 2070 de l'era comuna (CE) i Anno Domini (AD), el 70è any del tercer mil·lenni, el 70è any del segle xxi, i el primer any de la dècada del 2070.

## Esdeveniments
Països Catalans
- És compleixen 50 anys de la construcció del nou Palau Blaugrana.[1]

Resta del món
- 11 d'abril: Es produeix un eclipsi total de Sol
- 4 d'octubre: Es produeix un eclipsi anular de Sol
- Fa 50 anys que el Banc d'Espanya va deixar de canviar pessetes a euros.[2]
- Es compleixen 50 anys en què totes les llars europees tenen una connexió a internet amb una amplada de banda de 30 Mbps, i la meitat d'elles amb més de 100 Mbps.[3]

Prediccions
- Febrer: El Missatge de l'edat adolescent, un missatge del SETI actiu llançat el 2001 a partir del radar planetari Eupatoria de 70 metres, arriba a la seva destinació, l'estrella HD 197076.
- Es preveu que l'islam superés el cristianisme com la religió més gran del món per aquesta època.[4]